# ポドリスク
座標: 北緯55度25分 東経37度33分 / 北緯55.417度 東経37.550度
ポドリスク（ロシア語:Подо́льск）は、ロシア連邦共和国モスクワ州の都市。人口は約31万人（2021年） 。モスクワから南へ40キロメートル、モスクワ川支流のパフラ川河畔に位置する。

## 歴史
ポドリスクはポドル村として1627年より修道院の居住地として存在し、1781年よりポドリスクとしてエカチェリーナ2世より都市特権を得ている。モスクワからクルスクへ伸びさらにクリミアへ伸びる鉄道が整備されると、成長が始まった。19世紀、工業化が進展して行く。社会主義時代、ポドリスクは工業の中心都市して発展した。
ウラジーミル・レーニンはいくどか、ポドリスクに所有する小さな屋敷やコテージを訪れている。1971年、Орден Трудового Красного Знамениを受賞している。モスクワ州内でも工業地として大きな地位を占めていた。当時70以上の工場が操業しており、ほとんどの市民はそれらの工場で働いていた。2000年以降はロシア連邦軍の基地が置かれている。

## ギャラリー

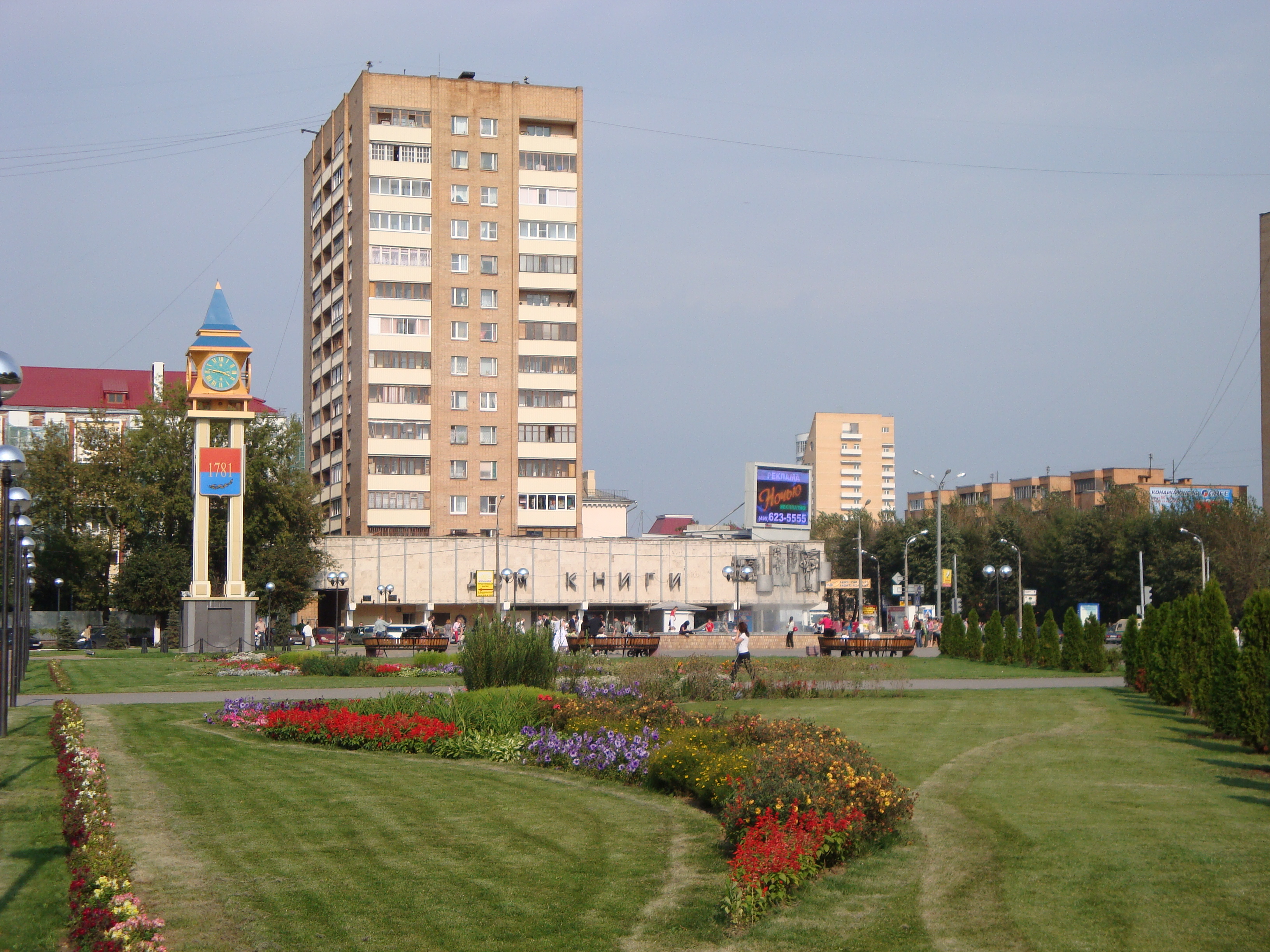
ポドリスク中心部のレーニン広場
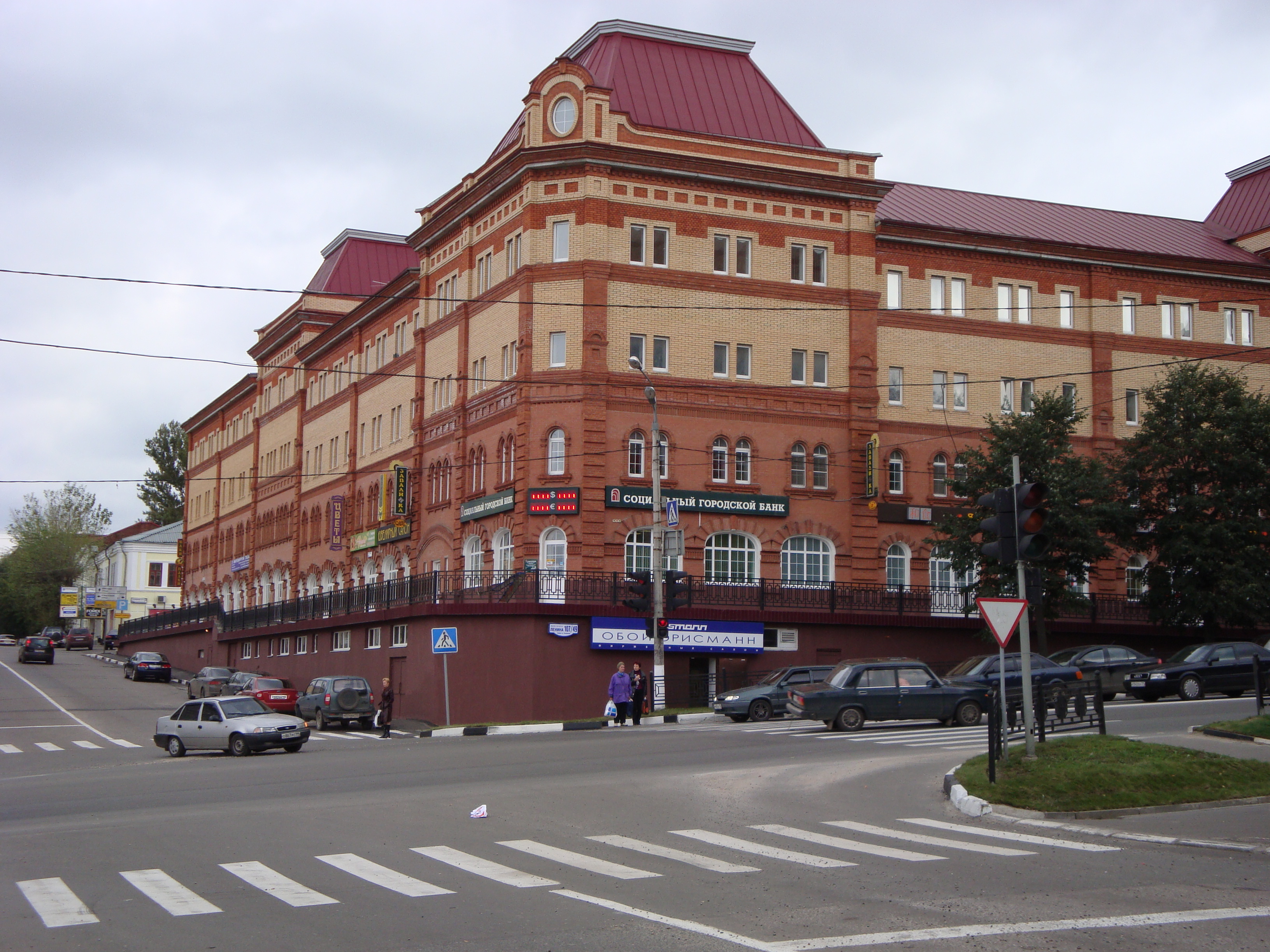
ポドリスク中心部の歴史的な商業建築
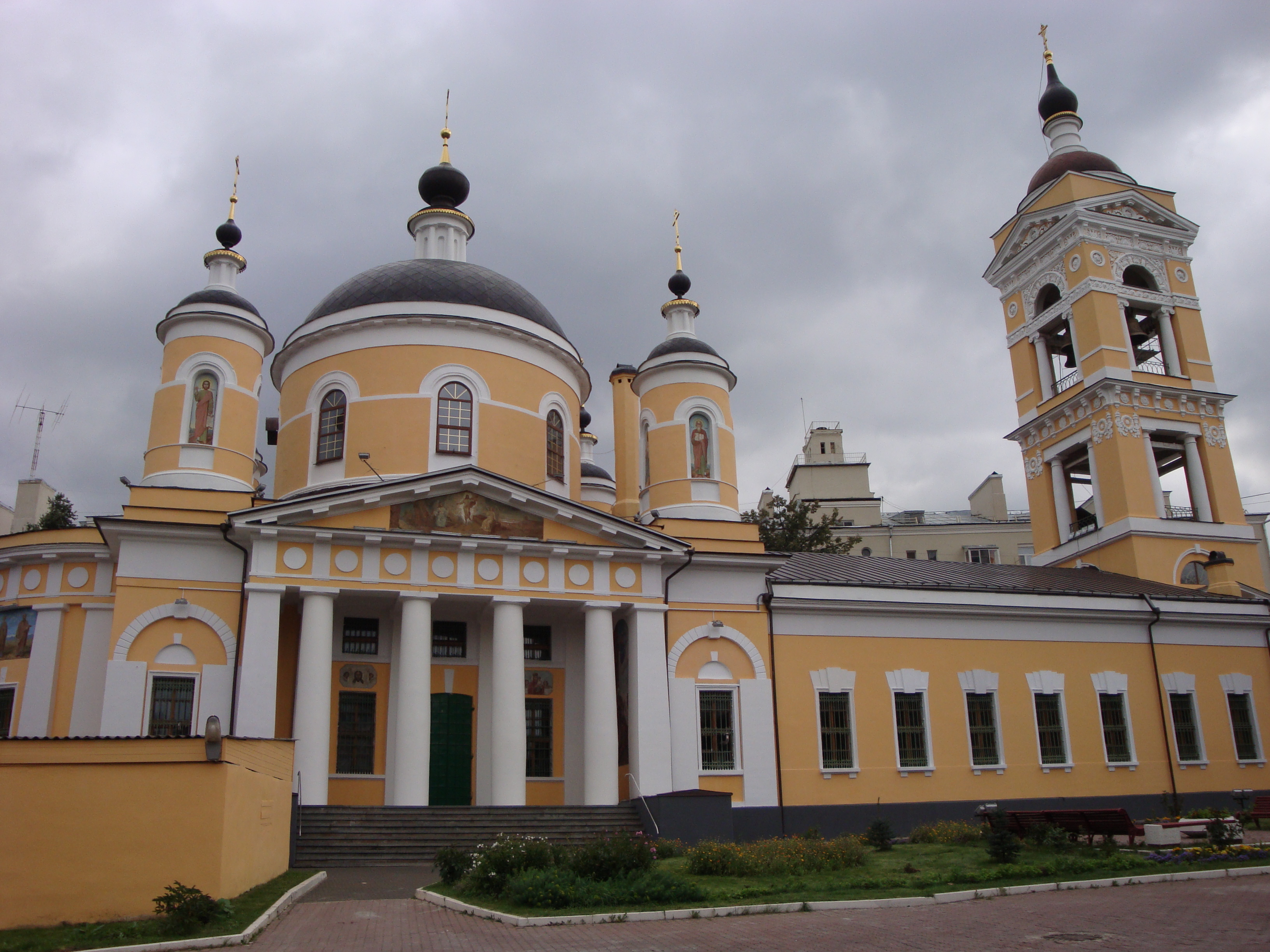
ポドリスクの至聖三者大聖堂
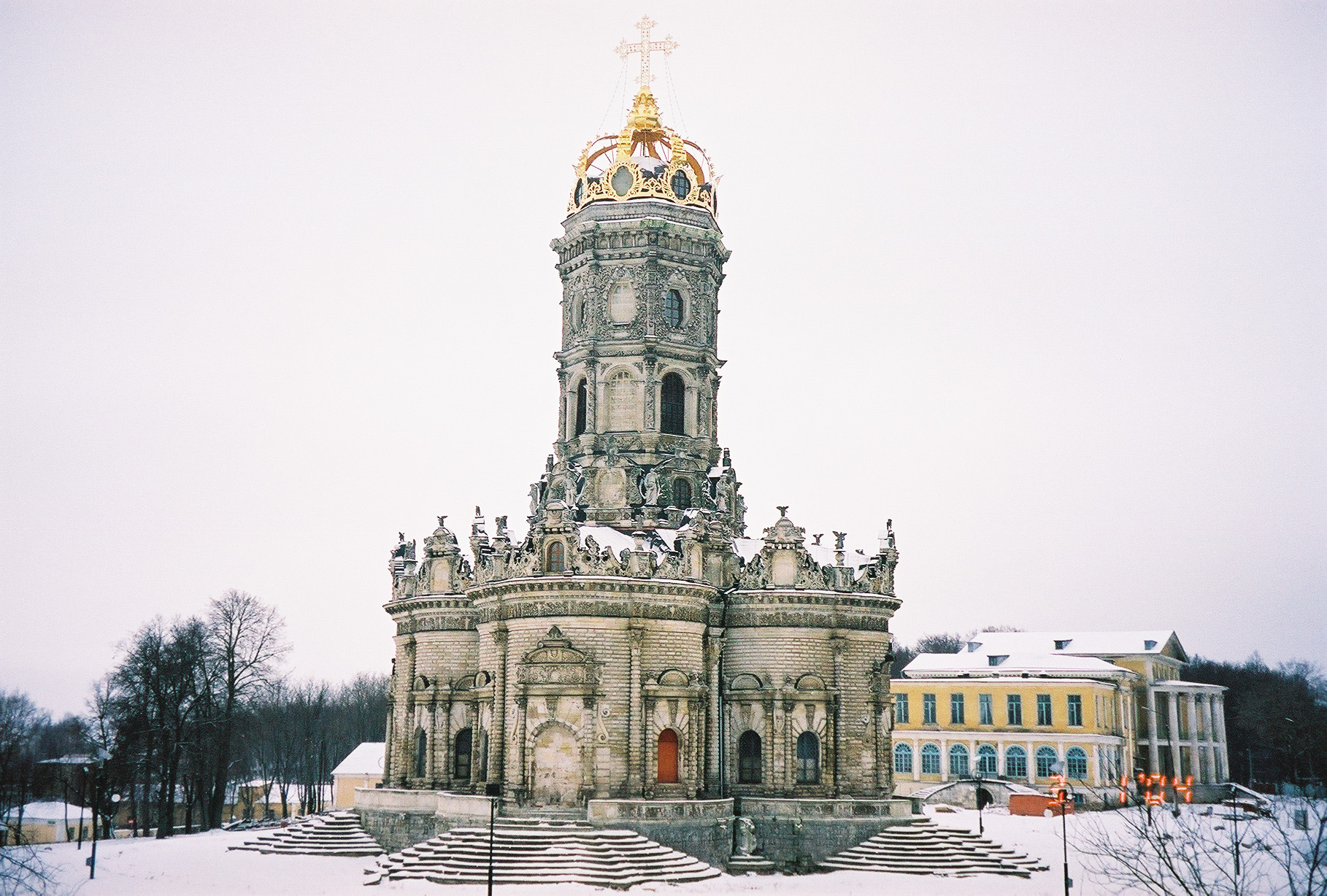
近郊のドゥブロフィツィにある17世紀末のズナメンスカヤ聖堂

## 姉妹都市
- アムシュテッテン、オーストリア
- バルツィ、モルドヴァ
- バール、モンテネグロ
- ボリソフ、ベラルーシ
- チェルニウツィー、ウクライナ
- 河南省、中国
- カヴァルナ、ブルガリア
- クラドノ、チェコ
- クヴェモ・カルトゥリ、ジョージア
- オフリド、マケドニア
- サン＝トゥアン、フランス
- シュメン、ブルガリア
- スフミ、アブハジア（国際的にはジョージアの一部）
- トリーアラント、ドイツ
- ヴァナドゾール、アルメニア
- ヴァルミア＝マズールィ県、ポーランド